# Pi1 Cygni
Pi1 Cygni es una estrella de la constelación de Cisne, su nombre tradicional es Azelfafage.
Pi1 Cygni tiene una magnitud aparente de 4,67 y pertenece a la clase espectral B3IV. Se encuentra a unos 1680 años luz de la Tierra.
- Época: J2000
- Ascensión Recta: 21h 42m 5.7s
- Declination : +51°11'23.0" Declinación: +51 ° 11'23 .0 "

- Datos: Q793644